# 塞门施泰特
塞门施泰特是德国下萨克森州的一个市镇。总面积11.71平方公里，总人口649人，其中男性334人，女性315人（2011年12月31日），人口密度55人/平方公里。